# Spirou e Fantásio
Spirou e Fantásio é uma  banda desenhada franco-belga. Spirou é um jovem aventureiro que inicialmente era paquete de hotel, aparecendo por isso vestido de vermelho e está está sempre acompanhado por um esquilo, o Spip. O personagem Spirou foi criado por Rob-Vel em 21 de Abril de 1938 pelo lançamento do Jornal Spirou a pedido do editor Jean Dupuis. Joseph Gillain (Jijé) é convidado a trabalhar no personagem Spirou (1943 a 1946). Em 1944 Jijé, a pedido de seu redactor chefe, Jean Doisy, cria o personagem Fantásio, um repórter fotógrafo que trabalha no jornal Moustique. Em 1946 Dupuis propõe a Franquin (1946 - 1969), que este trabalhe no Spirou e Fantásio.
Esta dupla passa a ser desenhada por Jean-Claude Fournier (1969-1979),  posteriormente Nic & Cauvin farão 3 Álbuns (1980-1983). Phillipe Vandevelde (Tome) e Jean-Richard Geurts (Janry) são convidados a desenhar o Spirou (1981-1998) e em 2004 Morvan e Munuera são os novos desenhador e argumentista da série de Spirou e Fantásio.
Charles Dupuis, editor da revista Le journal de Spirou, um dos pioneiros da banda desenhada franco-belga, morre com 84 anos a 14 de Novembro de 2002, em Bruxelas.

## Rob-Vel (1938-1943)
Robert Velter , desenhador e argumentista de banda desenhada, de nacionalidade Francesa, nasceu a 9 de Fevereiro de 1902 e morreu a 27 de Abril de 1991. É o criador das personagens Spirou e Spip que surgiram em 21.04.1938, no jornal Spirou, edições Dupuis.
- Spirou et La Puce (20.08.1942 — 4.02.1943)
- Álbum fora de série n.º 3  La Voix Sans Maitre, © Dupuis 2003 - Rob-Vel - o nascimento de Spirou (21.04.1938)- Spirou et La Puce.

## Jijé (1943-1946)
Joseph Gillain (Jijé), desenhador e argumentista de banda desenhada, de nacionalidade Belga, nasceu a 13 de Janeiro de 1914 e morreu a 20 de Junho de 1980. 
Jijé, a pedido de seu redactor chefe, Jean Doisy, cria o personagem Fantásio, amigo de Spirou, um repórter e fotógrafo que trabalha no jornal Moustique (surge no journal Spirou n.º 38).

### Álbuns
- Fantasio et le Fantôme (16.05.1946) , publicado no álbum fora de série n° 4 (2003).
- Comme une Mouche au Plafond, publicado no álbum  n° 3 Les Chapeaux Noirs (1952).
- Spirou et les Hommes-Grenouilles, publicado no álbum n° 3 Les Chapeaux Noirs (1952).
- La Maison Préfabriquée (1946) - desenho de Jijé - n.º 453 (19.12.1946) ao n.º 491 (11.09.1947) publicado no álbum fora de série n.º 2 Radar le Robot, © Dupuis 1976

## André Franquin (1946-1968)
André Franquin, desenhador e argumentista de banda desenhada, nasceu em Etterbeek, Bruxelas a 3 de Janeiro de 1924 e morreu a 5 de Janeiro de 1997. 
Trabalha nas histórias do Spirou e Fantásio em 1946 até 1968 e começa por desenhar "Le Tank", uma história publicada no Almanach Spirou 1947. Durante os 22 anos em que trabalha no Spirou, Franquin cria um mundo extraordinário donde surgem várias personagens geniais, tais como o Conde de Champignac, cientista amigo dos jovens Spirou e Fantásio; Marsupilami, um animal de cor amarela com manchas pretas e cauda comprida; a jornalista Seccotine; o inimigo Zantafio, primo de Fantásio; Zorglub, um sábio cientista inimigo do Conde de Champignac; Gustave Labarbe, o Presidente da Câmara de Champignac, o Doktor Kilikil, entre muitos.

## Fournier (1969-1979)
Jean Claude Fournier, desenhador e argumentista de banda desenhada, de nacionalidade Francesa, nasceu a 21 Maio de 1943. 
O Spirou deixa de ser desenhado com o fato de groumet de hotel, mantendo apenas o chapéu, as calças e o casaco são vermelhos e a camisola de lâ é da cor branca. Nas histórias Du Cidre pour les Étoiles e L'Ankou Spirou deixa de aparecer com o chapéu de groumet. Na História Le Gri-gri du Niokolo Koba no início do livro o Spirou veste calças e um casaco de cor vermelha e uma camisola branca, acabando por vestir uma camisa azul, umas calças pretas e botas castanhas.  
Franquin aceitou desenhar por uma última vez o Marsupilami na história Le Faiseur d'or.

### Álbuns
- 20 - Le Faiseur d'or, © Dupuis 1968 - Desenho : Fournier (e Franquin pelo Marsupilami) argumento: Fournier
- 21 - Du Glucose pour Noémie, © Dupuis 1968 - Desenho e argumento : Fournier
- 22 - L'abbaye Truquée, © Dupuis 1972  - Desenho e argumento : Fournier
- 23 - Tora-Torapa, © Dupuis  1973  - Desenho e argumento : Fournier
- 25 - Le Gri-gri du Niokolo Koba, © Dupuis 1974 - Desenho e argumento : Fournier
- 26 - Du Cidre pour les Étoiles, © Dupuis 1974 - Desenho e argumento : Fournier
- 27 - L'Ankou, © Dupuis 1977 - Desenho e argumento : Fournier
- 28 - Kodo le Tyran, © Dupuis 1979  - Desenho e argumento : Fournier
- 29 - Des Haricots Partout, © Dupuis 1980  - Desenho e argumento : Fournier

### Álbuns Fora da Série
- 4 - Fantasio et le Fantôme, (La Zorglumobile), (+Noël dans la Brousse), (+Fantasio et les Patins Téléguidés), (+Cœurs d'acier), (+Vacances à Brocéliande), (+ Joyeuses Pâques, Papa !), 2003 Franquin, Jijé, Chaland, Fournier.

## Nic "Desenho" & Cauvin "Argumento" (1980-1983)
Nic Broca é um desenhador e argumentista Belga que nasceu a 18 de Agosto de 1932 e morreu em 1993.
Raul Cauvin é um desenhador e argumentista Belga que nasceu a 26 de Setembro de 1938.

### Álbuns
- 30 - La Ceinture du Grand Froid, © Dupuis 1983 - (Desenho- Nic &  Argumento- Cauvin )
- 31 - La Boîte Noire', © Dupuis 1983  - (Desenho- Nic &  Argumento- Cauvin )
- 32 - Les Faiseurs de Silence, © Dupuis 1984 - (Desenho- Nic &  Argumento- Cauvin )

### Álbuns Fora da Série
- 3 - La Voix Sans Maître Dessin (Spirou et La Puce), (+Fantasio et le Siphon) (+Le Fantacoptère Solaire), (+La Voix Sans Maitre), (+La Menace), (+La Tirelire est là ! ) (+Une Semaine de Spirou et Fantasio), 2003 : Franquin, Rob-Vel, Nic, Janry- Tome

## Tome "Argumento" & Janry "Desenho" (1984-1998)
Philippe Vandevelde (Tome) desenhador e argumentista de banda desenhada, de nacionalidade Francesa, nasceu a 24 de Fevereiro de 1957.
Jean-Richard Geurts (Janry) é um desenhador e argumentista de banda desenhada, de nacionalidade Belga (Congo), nasceu a 2 de Outubro de 1957.
Foi desenhada por esta equipe o nascimento e a infância de Spirou no livro " A Juventude de Spirou" que se transformou posteriormente numa crónica humorística sobre infância de Spirou mais conhecida pelo Petit Spirou.
Em 1998 adaptam um estilo mais dramático à série com a história Máquina que Sonha.

### Máquina que Sonha
O desenho gráfico é totalmente diferente dos restantes álbuns.
Spirou aparece como um perigoso malfeitor, sucedendo-lhe vários flash-backs que acompanham a viagem que faz através da sua memória. Porque será que o perseguem?
Spirou é clonado nos laboratórios CRB por uma multinacional que pretende dominar o mundo. As autoridades pretendem destruir o seu clone, uma  espécie máquina que sonha. Fantasio parte de férias e é Shophie (Secotine) quem vai ajudar o herói. Nesta história, Shophie nutre pelo Spirou mais que uma simples amizade e acaba por ficar com o seu clone.

### Os Heróis
- Spirou -  Repórter de Mosquite. Amigo do Fantásio. Criado em 21 .04.1938 por Robert Velter.
- Fantásio -  Repórter e fotógrafo de Mosquite.Amigo do Spirou. Criado por Jijé em 1943.
- Spip -  O inseparável esquilo do Spirou.

### Inimigos
- Andrei Homedsyne -  Doutor de Mirnov Skaya, Vírus.
- Basile de Koch - Conselheiro do Ministro, Vírus.
- Frank -  Braço direito de Basile de Koch, Vírus.
- Sam, Nasty, Mike e ...  -  Uma Aventura na Austrália.
- Cyanure -  Quem deterá Cyanure?
- Dom José Concuaque e Dom Álvaro Moru  - Governador Português da Palômbia em 1531 e o seu braço direito em o Relogoeiro do Cometa.
- Zorglub Júnior - Cientista Louco descendente de Zorglub em O Despertar do Z.
- ZorglHomens - Criados pelo Zorglub Júnior em O Despertar do Z.
- ConRatt -  Espião que trabalha para a Papa Food  Inc., faz-se  passar por Frau Leila Maur em A Juventude de Spirou.
- Professor Olaff  - Espião que trabalha para a Papa Food  Inc.   A Juventude de Spirou.
- BURP -  Dupilon em Incrível BURP! A Juventude de Spirou.
- Marcianos - Fingiram estar a  fazer uma filmagem no posto dos correios para roubar em  O Incrível Burp! em A Juventude de Spirou.
- Falsário -  Criou a capa do n.º 5 do livro Gaston em Infame Falsário, A Juventude de Spirou.
- Dom Lucky Cortizone (Vito)  -  Chefe  da Mafia Italiana em Nova Iorque, inimigo da mafia  chinesa, surge em Spirou em Nova Iorque, Vito Mau agoiro, O raio Negro e Luna Fatal.
- Alfredo - Braço direito de Dom Lucky Cortizone, Spirou em Nova Iorque e Luna Fatal.
- Mandarim -  Mafioso chinês inimigo de Dom Lucky Cortizone em Spirou em Nova Iorque.
- Jiu Tcho Sett - Feiticeiro chinês que amaldiçoou Vito Cortizone em Spirou em Nova Iorque e Luna Fatal.
- Capitão Yi -  Responsável pela Fronteira em O vale dos Banidos.
- Mosquito - Transmite a doença HOSTILIASE FURIASIS em O Vale dos Banidos.
- Príncipe Branco Tanaziof - Zantáfio, primo de Fantásio em Spirou e Fantásio em Moscovo.
- Nikita Vlalarlev -  Chefe do protocolo, Cúmplice do Príncipe Branco Tanaziof em Spirou e Fantásio em Moscovo.
- Von Schnabbel -  Piloto do Helicóptero em Vito Mau Agoiro.
- Chineses -  Inimigos de Vito em Vito Mau Agoiro.
- Suspiro-De-Jade -  Inimiga de Vito em Luna Fatal.
- Raulo Calvino -  Capanga de Vito Cortizone em Luna Fatal.
- Professor Birth, Fabien, Zack e ... -  Trabalham nos laboratório CRB e pretendem matar o clone de Spirou em a Máquina Que Sonha.

### Cientistas
- O Conde de Champignac - Pacôme Hégésippe Adélard Ladislas, cientista amigo de Spirou e Fantásio e que vive num castelo em Champignac.
- Aurélien Champignac -  Sobrinho do Conde do Champignac, inventor da máquina de viajar no tempo e criador do animal Snouffelário, aparece nos Álbuns O relojoeiro do cometa e O Despertar do Z.
- Zorglub Junior  - Descendente de Zorglub, cientista louco, aparece no livro O Despertar do Z.
- Doutor Van Brel - Cientista da Universidade Bruxelas, amigo do Conde do Champignac, A Juventude de Spirou.
- Doutor Oku - Cientista amigo do Conde do Champignac, A Juventude de Spirou.
- Doutor Vouh-Vla Ravih -  Cientista amigo do Conde do Champignac, A Juventude de Spirou.
- Doutor Ali Mahmoud -  Cientista amigo do Conde do Champignac, A Juventude de Spirou.
- Doutor Camford - Cientista de OxBridge, amigo do Conde do Champignac, A Juventude de Spirou.
- Doutor Gustavo Tablod-Borg - Cientista da Universidade de Estocolmo, amigo do Conde do Champignac, O Raio Negro.
- Sócio do Conde de Champignac - Director do curso Faculdade Ciências Naturais na Universidade de Perth em Aventura na Austrália.

### Colegas do Mosquite
- Senhor Kikonkh -  Novo Director de Informação do Mosquite em O Despertar do Z.
- Martin Colega que trabalha no Mosquite, Infame Falsário em A Juventude de Spirou.
- Delbranche- Novo director artístico do Mosquite, Infame Falsário em A Juventude de Spirou.
- Jenny Simmons- Trabalha nos laboratório CRB. Máquina que Sonha.
- Sophie - (Secotine) Repórter do Mosquite, amiga de Spirou e Fantásio. Máquina que Sonha.

### Conhecidos / Amigos
- Kaloo-Long-  indígena em Aventura na Austrália.
- Catenaro-  Inventor do Telesforo e Cyanure. Quem deterá Cyanure?
- Telesforo-  Pequeno robot que vence Cyanure. Quem deterá Cyanure?
- Timothée - Snouffelário Espécimen concebido por Aurélien Champignac em laboratório pelo cruzamento de  Fox pêlo raso e vários suínos. O relojoeiro do cometa e O Despertar do Z.
- So-Yah-  Principal assistente do Aurélien Champignac em O Despertar do Z.
- Presidente-  A Juventude de Spirou.
- Gorpha- Guia de Spirou e Fantásio que os leva a encontrar o Vale dos Banidos em Perseguidos Pelo Medo.
- Doutor Placebo- Médico que convence Spirou e Fantásio a levarem uns pacientes que sofrem da Espamodia Maligna em Perseguidos Pelo Medo.
- Adrien Maginot e Gunter Siegfried-  Viajantes que desapareceram em 1938 quando procuravam um cume perto da fronteira do Nepal em O Vale dos Banidos.
- Coronel Marechal da D.T.S.-  Rapta Spirou e Fantásio para uma missão em Moscovo em Spirou e Fantásio em Moscovo.
- Carvoeiro da D.T.S.- Ajudante do Coronel Marechal, rapta Spirou e Fantásio para uma missão em Moscovo recuperar a filha em Spirou e Fantásio em Moscovo.
- Coronel Lafidmesiev da KGB-  Ajuda Spirou e Fantásio numa missão em Moscovo. Spirou e Fantásio em Moscovo.
- Luna-  Filha de Vito, promete ajudar o pai raptando Spirou e Fantásio. Luna Fatal.
- Máquina que Sonha-  Clone de Spirou. Máquina Que Sonha.

### Álbuns
- 33 - Vírus, © Dupuis 1984.
- 34 - Aventure en Australie, © Dupuis 1985.
- 35 - Qui Arrêtera Cyanure ?, © Dupuis 1985.
- 36 - L'horloger de la Comète, © Dupuis 1986.
- 37 - Le Réveil du Z, © Dupuis 1985.
- 38 - La Jeunesse de Spirou, © Dupuis 1987.
- 39 - Spirou et Fantasio à New York, © Dupuis 1987.
- 40 - La Frousse aux Trousses, © Dupuis 1988.
- 41 - La Vallée des Bannis, © Dupuis 1989.
- 42 - Spirou et Fantasio à Moscou, © Dupuis 1990.
- 43 - Vito la Déveine, © Dupuis 1991.
- 44 - Le Rayon Noir, © Dupuis 1993.
- 45 - Luna Fatale, © Dupuis 1995.
- 46 - Machine qui Rêve, © Dupuis 1998, Tome - Janry, cor Stéphane de Becker.

### Álbuns Fora da Série
- La Voix Sans Maître Dessin, © Dupuis 2003 - Franquin, Rob-Vel, Nic, Janry- Tome

## Jean-David Morvan "Argumento" & José-Luis Munuera "Desenho" (2004-2008)
Jean-David Morvan, argumentista de banda desenhada, nasceu a 28 de Novembro de 1969 em Reims (Marne, France). Jose Luis Munuera, desenhador de banda desenhada, nasceu em 21 de Abril de 1972 no Sul de Espanha.

### Álbuns
- 47 Paris-sous-Seine, © Dupuis 2004
- 48 L'Homme qui ne Voulait Pas Mourir, © Dupuis 2005
- 49 Spirou et Fantasio à Tokyo, © Dupuis 2006
- 50 Aux sources du Z, © Dupuis 2008

## Outros

### Álbuns Fora da Série
- n.º 1 - L'Heritage (+ Le Tank)- Franquin,  © Dupuis 1976. 
  - Jornal Spirou  - L'Heritage - N.º 453 (19.12.1946) ao 491 (11.09.1947) ; 39 pranchas.  Spirou herda de seu tio uma casa velha e desabitada com alguns segredos. Spirou e Fantásio acabam por ir a África à procura de um tesouro.
  - "Fantásio e o seu Tanque, ( Le Tank ) surge no Almanaque Spirou, 1947; 12 pranchas. Fantasio compra um tanque a um soldado provocando um quantidade de catástrofes.
- n.º 2- Radar le Robot, (+ Les Maisons Péfabriquées), © Dupuis 1976.
  - Jornal Spirou:  Radar le Robot, 1947 de Franquin. Uma pequena vila está aterrorizada com um carro fantasma e Spirou et Fantásio vão lutar contra Samovar, um sábio e o seu robot.
  - Jornal Spirou: Les Maisons Péfabriquées -  Jijé desenha n.º  422 (23.05.1946) ao n.º  426 (13.06.1946) ; Franquin desenha n.º 427 (20.06.1946) ao n.º 442 (03.10.1946) ; 16  pranchas.   Fantasio vende casas préfabricadas juntamente com Spirou.
- n.º 3-  La Voix Sans Maitre, © Dupuis 2003
  - Rob-Vel - o nascimento de Spirou (21.04.1938)- Spirou et La Puce (20.08. 1942 - 4.02.1943).
  - Franquin (em colaboração com Jidéhem et Marcel Denis) : Fantasio et le Siphon (1957).
  - Nic (em colaboração com Alain de Kuyssche) ; Le Fantacoptère Solaire (9.10.1980).
  - Tome e Janry : La Voix Sans Maître (18.06.1981); La Menace (18.03. 1982); La Tirelire est là ! (03.1984); Une Semaine de Spirou et Fantasio (19.12.2001).
- n.º 4 - Fantasio et le Fantôme,  © Dupuis  2003
  - Jijé - Fantasio et le Fantôme.
  - Franquin - La Zorglumobile (1976); Noël dans la Brousse (22.12.1949); Fantasio et les Patins Téléguidés (1957).
  - Chaland - Cœurs d'acier (22.04. 1982 a 16.09.1982).
  - Fournier - Vacances à Brocéliande (7 .06.1973); Joyeuses Pâques, Papa ! (8 .04.1971).

## Spirou e Fantásio publicado no Brasil
A série foi publicada no país pela primeira vez em 1975 pela Editora Vecchi na revista em formatinho Xará, em 1996, o álbum Luna Fatal foi publicado pela Editora Manole. Em fevereiro de 2016, SESI-SP Editora assumiu os direitos de publicação.

## Desenhos Animados
Foram adaptados para a televisão uma série de episódios de desenhos animados do Spirou e Fantásio dentro do contexto do universo de Franquin. O Conde de Champinhac, Secotine, Spip, Zorglub e Zantafio aparecem nestas séries. Zaoki, a filha de Zorglub é uma nova personagem.
No Brasil os desenhos animados são transmitidos pela TV Brasil, semanalmente em horário nobre desde junho de 2011 .

## Curiosidades
Vários escultores esculpiram estátuas dos personagens e objectos das histórias de Spirou e Fantásio: Aroutcheff  ; Fariboles ; Leblon-Delienne ; Pixi ; Plastoy.